# ムクリン・ビン・アブドゥルアズィーズ
ムクリン・ビン・アブドゥルアズィーズ・アール＝サウード（アラビア語: مقرن بن عبدالعزيز آل سعود、Muqrin bin Abdulaziz Al Saud、1945年9月15日 - ）はサウジアラビアの政治家。
王族サウード家の一員で、初代国王アブドゥルアズィーズ・イブン・サウードの35男。第7代国王サルマーン・ビン・アブドゥルアズィーズの異母弟。元皇太子兼副首相、元国王特使、元国王顧問。

## 来歴

### 軍人
1945年9月15日、初代国王アブドゥルアズィーズと18番目の配偶者のバラカとの間に生まれる。1968年にイギリスのクランウェル王立空軍大学で中尉に任官し、航空工学の学位を取得。1974年にアメリカ合衆国で参謀コースの修士を取得。1965年にサウジアラビア空軍に入隊し、1970年に第2飛行隊長や作戦参謀を務め、1980年に空軍を除隊した。

### 政治家
1980年3月18日にハーイル州知事に就任。1999年11月24日、兄アブドゥル・マジードの後任としてマディーナ州知事に就任。ファハド国王はムクリンに対し、マディーナ州で発生した反政府・反王室デモを鎮静化させるため街の近代化を行うように指示した。指示を受けたムクリンは、マディーナ州の医療・教育政策を推進した。
2005年10月22日、サウジアラビア総合情報庁長官に就任。2007年にアルカーイダによるサイバーテロ対策のための会議を開き、国民への注意喚起を促すためのウェブサイト開設を決定した。また、2009年に結成されたアラビア半島のアルカーイダに対処するため組織の改編を実行した。これらの活動により、ムクリンはサウジアラビア国内からイスラム過激派を排除することに成功した。
長官在任中はパキスタンの政治に積極的に介入し、パルヴェーズ・ムシャラフ、ナワーズ・シャリーフ、ベーナズィール・ブットーの政治的和解のために尽力した。
2012年7月19日に長官を退任し、同日中に国王顧問、国王特使に就任。就任後は東南アジア外交を担当した。
2013年2月1日、アブドゥッラー国王より第二副首相に任命される。2014年3月27日には、サウジアラビア史上初のポストとなる副皇太子に指名される。
2015年1月23日、アブドゥッラー国王の死去とサルマーンの国王即位に伴って皇太子、副首相に指名されたが、同年4月29日、サルマーン国王の勅命により皇太子兼副首相、国王顧問、国王特使を解任された。アブドゥッラー派だったムクリンを権力の核心から遠ざけ、国王の周辺をスデイリー・セブン派で固める意向による解任とみられた。これと引き換えにムクリンの息子のマンスールが国王顧問に就任したが、中東調査会は、これを「とってつけたかのような配慮」と評し、サルマーン国王の露骨なスデイリー・セブン派への権力集中人事により王族内の結束が崩れる可能性を提起した。なおマンスールについては、汚職容疑でサルマーン国王とムハンマド皇太子の急進的な改革に対する抵抗勢力とみられるムトイブ王子（国家警備相）やアルワーリド王子ら11人の王子や複数の閣僚経験者の逮捕が報じられた2017年11月5日に、乗っていたヘリコプターが墜落し死亡したと報じられた。

## 人物
マディーナ州知事や総合情報庁長官としての手腕から次期国王候補の一人と見られていたが、母バラカがイエメン出身だったため、他の国王候補と比べ注目度は高くはなかった。しかし、2013年に第二副首相に就任して以降、有力な国王候補として注目されるようになった。
マディーナ州知事時代に、当時女性協議会の会長を務めていたアブタと結婚し、14子をもうけている。また、文学・天文学・詩を好み、数千冊の書籍を所有している。